# Chaîne aléoutienne
La chaîne aléoutienne est une chaîne de montagne située en Alaska, aux États-Unis. Elle culmine à 3 108 mètres d'altitude au mont Redoubt.

## Principaux sommets
- Mont Redoubt (3 108 m), monts Chigmit
- Mont Iliamna (3 053 m), monts Chigmit
- Mont Neacola (2 873 m), monts Neacola
- Mont Shishaldin (2 869 m), île Unimak
- Mont Veniaminof (2 507 m), péninsule d'Alaska
- Mont Pavlof (2 493 m), péninsule d'Alaska
- Pics Isanotski (2 446 m), île Unimak
- Mont Griggs (2 334 m), péninsule d'Alaska
- Mont Denison (2 318 m), péninsule d'Alaska
- Mont Chiginagak (2 221 m), péninsule d'Alaska
- Mont Douglas (2 135 m), péninsule d'Alaska
- Pic Double (2 078 m), monts Chigmit
- Mont Katmai (2 047 m), péninsule d'Alaska
- Volcan Pogromni (2 002 m), île Unimak